# Světlá nad Sázavou
Světlá nad Sázavou je grad u regiji Vysočina u Češkoj Republici. Leži na rijeci Sázavi na nadmorskoj visini od 515 metara.
Prvi put se spominje 1207. godine. Po popisu stanovništva iz 2006. ima 6965 stanovnika.

## Vanjske poveznice
- Službena web stranica  Arhivirana inačica izvorne stranice od 17. prosinca 2012. (Wayback Machine)